# Pseudogonatodes barbouri
Pseudogonatodes barbouri — вид геконоподібних ящірок родини Sphaerodactylidae. Ендемік Перу. Вид названий на честь американського герпетолога Томаса Барбура.

## Поширення і екологія
Pseudogonatodes barbouri відомі з типової місцевості, розташованої в долині Мараньйону в регіоні Кахамарка на півночі Перу, на висоті 515 м над рівнем моря. Вони живуть в сухих тропічних лісах.

## Збереження
МСОП класифікує стан збереження цього виду як близький до загрозливого. Pseudogonatodes barbouri загрожує знищення природного середовища.